# Harm Trip
H.G. (Harm) Trip (Utrecht, 15 mei 1959) is een Nederlandse politiefunctionaris. Sinds 1 januari 2020 is hij lid van de Commissie van Toezicht op de Inlichtingen- en Veiligheidsdiensten (CTIVD).

## Biografie
Trip studeerde aan de Politieacademie en werkte daarna zeventien jaar bij de politie. Hij was hoofd van het interne onderzoekbureau van de Politie Haaglanden. In 2000 vertrok hij naar de KLPD, waar hij de Dienst Internationale Netwerken (DIN) leidde. Hij was vanaf 2007 tot december 2019 algemeen directeur van de Rijksrecherche. Sinds 1 januari 2020 is hij lid van de Commissie van Toezicht op de Inlichtingen- en Veiligheidsdiensten CTIVD, waar hij voltijds is gedetacheerd vanuit de Rijksrecherche. Binnen de CTIVD is hij lid van de afdeling toezicht.